# Снерт
Снерт је пас, споредан лик у стрипу „Хогар Страшни“ Дика Брауна.

## О јунаку
У стрипу, Снерт је Хогаров љубимац и попут свог газде и он носи (мали) шлем са роговима. Такође, заједно са својим газдом мора да трпи Хелгине грдње. С обзиром да је Хогар вечито дете и Снерт је заправо његова играчка попут плишаног меце кога носи чак и у походе. Према тврђењу самог писца, Дика Брауна, Снерт је пас чије се мане — безобразлук и независност, воле. Име је добио по љубимцу кога је Браун имао као дете и који је волео да лута улицама Њујорка, због чега је имао и незгоду са саобраћајем. Касније, Браунова супруга му је поклонила пса који је изгледом попут онога у стрипу и кога су назвали Дик Други. Крис Браун, Диков син, је за „Вашингтон пост“ изјавио да је Снерт раса норвешког ловачког пса (Norwegian elkhound), али да је заснован на лику малог и мршавог шнауцера, Диковог љубимца из детињства.

## Значење речи снерт
У енглеском језику, снерт (snert) је увредљива реч, можда настала из речи „snob“ (сноб, скоројевић), „snot“ (балавац, слина) или „nerd“ (глупан). Такође, представља скраћеницу бројних увредљивих квалификација као што је Snot Nosed Egotistically Rude Teenagers (балави егоистични непристојни тинејџер) или Sexually Needy, Emotionally Repressed Troll (сексуално оптерећени, емоционално фрустрирани кепец или трол).